# Carlos de Bourbon em visita ao Papa Bento XIV no Café del Quirinale

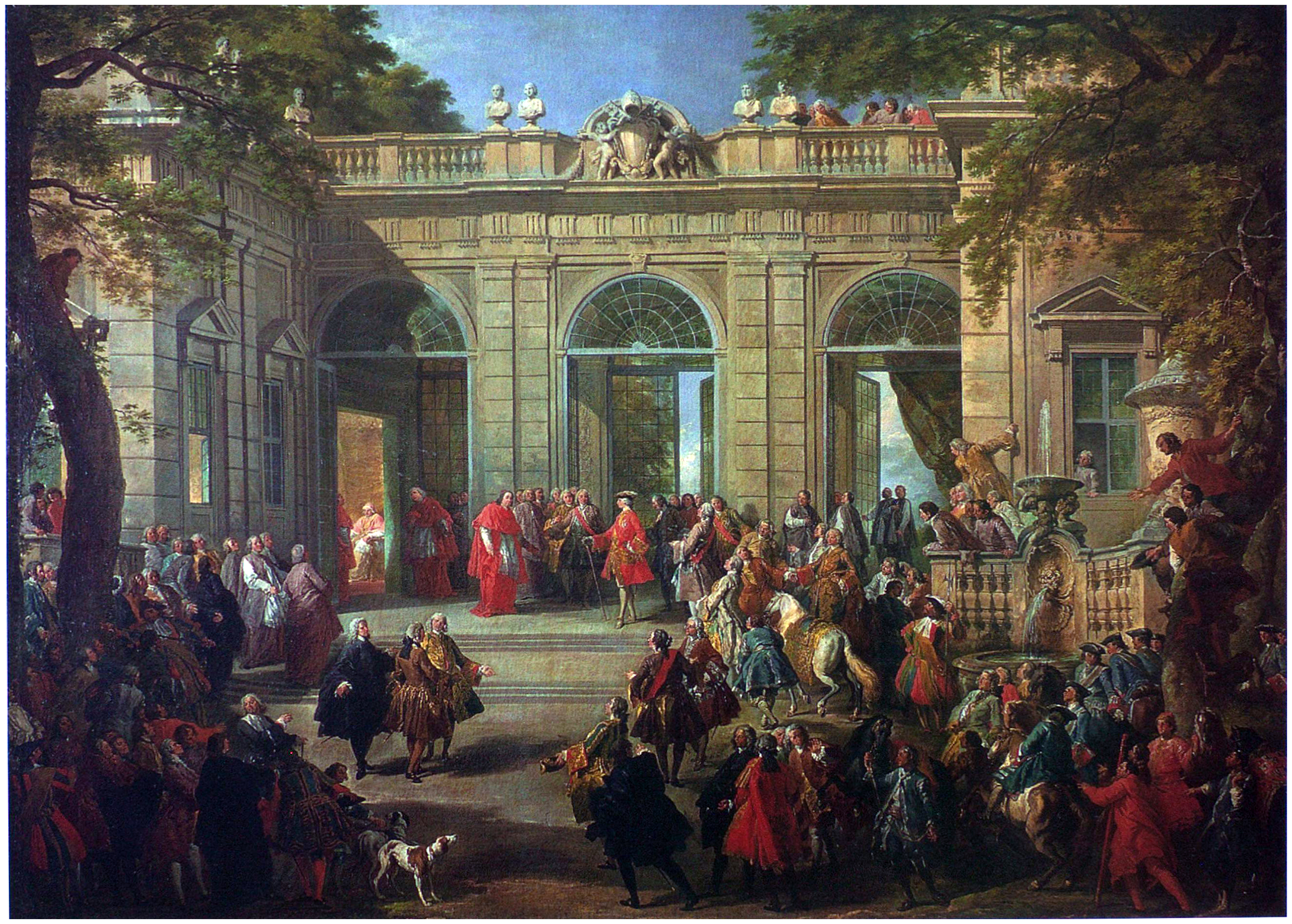
Carlos de Bourbon visitando o Papa Bento XIV no Café del Quirinale (1746) de Giovanni Paolo Pannini.

Carlos de Bourbon visitando o Papa Bento XIV no Café del Quirinale é uma pintura de Giovanni Paolo Pannini, encomendada por Carlos de Bourbon em 1746 e concluída no mesmo ano. Mostrava e comemorava a visita de Carlos a Roma após a vitória dos Bourbon sobre os austríacos na Batalha de Velletri em 1744 - ele e o papa Bento XIV já eram amigos e haviam assinado uma Concordata em 1741.
Originalmente pendurado no Palácio Capodimonte em Nápoles e em 1806 foi transferido para o Palazzo degli Studi. Pouco antes das tropas aliadas chegarem a Nápoles, soldados alemães da Divisão Hermann Göring levaram a pintura e a apresentaram à República Social Italiana. Foi devolvido a Nápoles após a guerra para se juntar à coleção do Museu Nacional de Capodimonte, onde ainda está pendurado com seu par Carlos de Bourbon Visitando a Basílica de São Pedro.